# Дарил Џоунс
Дарил Џоунс (енгл. Darryl Jones; Чикаго, 11. децембар 1961) амерички је бас-гитариста. У досадашњој каријери свирао је са Мајлсом Дејвисом, Ериком Клептоном, Мадоном, Стингом и другим познатим музичарима. Од 1993. године свира са чувеном енглеском рок групом Ролингстонси, где је — као члан пратеће поставе — заменио басисту Била Вајмана.